# Big Jake
Big Jake (pt: Eu Julgava-o Morto Mr. Jack) (br: Jake Grandão) é um filme estadunidense de 1971 do gênero faroeste, dirigido por George Sherman e estrelado por John Wayne e Richard Boone.
"Big Jake" é um filme em família, pois o set de filmagens foi dividido entre John (John Wayne), Patrick Wayne e Ethan Wayne, pai e filhos.

## Sinopse
O oeste selvagem já não é mais o mesmo, pois no ano de 1909 as incríveis máquinas, com seus motores, e as pistolas automáticas dividem trilhas e coldres com os cavalos e os velhos revólveres de tambor, porém, os bandidos agem da mesma maneira, matando e raptando inocentes.
O velho Jacob McCandles (John Wayne) retorna a sua cidade, após 18 anos longe de sua família, para trazer de volta o neto, little Jake McCandles (Ethan Wayne) e que o avô desconhecia a existência, raptado pelo bando chefiado por John Fain (Richard Boone). Juntos, o velho Jack e dois de seus filhos - James McCandles (Patrick Wayne) e Michael McCandles (Christopher Mitchum) atravessam a fronteira do México para um resgate incerto e perigoso.

## Elenco
- John Wayne....Jacob "Jack" McCandles
- Patrick Wayne....James McCandles
- Ethan Wayne....Little Jake McCandles
- Christopher Mitchum....Michael McCandles
- Bobby Vinton....Jeff McCandles
- Maureen O'Hara....Martha McCandles
- Richard Boone....John Fain
- Bruce Cabot....Sam Sharpnose
- John Doucette....Texas Ranger Capt. Buck Duggan
- Jim Davis....Head of lynching party

entre outros